# Gisela Pulido
Gisela Pulido Borrell (Premiá de Mar, Barcelona, 14 de enero de 1994) es una deportista española que compite en  kitesurf.

## Biografía
Gisela Pulido se proclamó por primera vez campeona del mundo de kitesurf en noviembre de 2004, con tan solo 10 años de edad. Tras este éxito deportivo es galardonada con un premio Guinness World Records que la acredita como la campeona mundial de kitesurf más joven de la historia.
Un año más tarde, en octubre de 2005, consigue la medalla de oro modalidad de kitesurf en los Gravity Games H2O en Perth Australia y un mes después, en noviembre de 2005, revalida su título de campeona del mundo de kitesurf en Numea, Nueva Caledonia. Reside desde ese año en Tarifa, en la provincia de Cádiz, de la que fue nombrada «hija predilecta» en 2017.
Gisela Pulido se proclama en noviembre de 2006, y con tan solo 12 años de edad, campeona del mundo de kitesurf por tercera vez consecutiva.
En febrero de 2007, Gisela Pulido se convirtió en la nominada más joven a los Premios Laureus.
Se proclamó campeona del mundo de kitesurf por cuarta vez consecutiva al ganar la prueba disputada en Alemania en agosto de 2007.
En octubre de 2008 se proclamó campeona del Mundo por quinta vez consecutiva, tras ganar la prueba de Chile en la localidad de Matanzas, décima prueba del circuito PKRA (Professional Kiteboarding Riders Association).
En noviembre de 2010, se proclamó Campeona del Mundo en Noumea (Nueva Caledonia), en la penúltima prueba del Campeonato (2010 es el primer año con un único Campeonato oficial, según la según Federación Internacional de Vela (ISAF) y el Comité Olímpico Internacional (COI)), repitiendo en 2011 título mundial en la localidad alemana de Sankt Peter-Ording tras arrebatar el triunfo a la polaca Karolina Winkowska.
En 2017 Gisela Pulido recibió el nombramiento de Hija adoptiva de la provincia de Cádiz.
En 2019, Gisela hace debut en Formula Kite, en la que será la nueva clase de vela, para los JJOO de 2024. En el Europeo de 2022 celebrado en Lepanto consigue ser tercera obteniendo la primera medalla continental para ella en la nueva disciplina. Con el resultado obtenido en el europeo de 2023, Gisela consiguió la cuota olímpica para la delegación española.

## Palmarés
- Campeona de Europa Júnior 2003.
- Campeona del mundo KPWT freestyle 2004.
- Campeona Wave Máster 2005.
- Medalla de oro Gravity Games 2005.
- Campeona del mundo KPWT freestyle 2005.
- Campeona de España 2006.
- Campeona del mundo KPWT freestyle 2006.
- Campeona de España 2007.
- Campeona del mundo PKRA freestyle 2007.
- Campeona de España 2008
- Campeona del mundo PKRA freestyle 2008.
- Campeona del mundo KPWT freestyle 2009.
- Campeona del mundo PKRA freestyle 2010.
- Campeona del mundo PKRA waves 2010.
- Campeona del mundo PKRA freestyle 2011.[11]
- 3.ª clasificada PKRA freestyle 2012.
- Campeona del mundo PKRA freestyle 2013.
- 2.ª clasificada PKRA freestyle 2014.
- Campeona del mundo VKWC freestyle 2015.
- Medalla de bronce Europeo de Formula Kite 2022[16]